# Joselândia
Joselândia là một đô thị thuộc bang Maranhão, Brasil. Đô thị này có diện tích 681,684 km², dân số năm 2007 là 15390 người, mật độ 22,58 người/km².